# Rządy pośrednie
Rządy pośrednie (ang. indirect rule) - system zarządzania niektórymi koloniami, popularny szczególnie w Imperium brytyjskim, polegający na, co najmniej, częściowym włączeniu miejscowej, tradycyjnej struktury władzy w strukturę administracji kolonialnej.
System ten został wypracowany w XIX wieku w Indiach, gdzie 2/3 kraju było rządzone przez lokalnych książąt z dynastii przedkolonialnych. Rządy pośrednie  miały największą szansę powodzenia w krajach, które od wieków funkcjonowały jako monarchie bądź też ich społeczeństwo było silnie zhierarchizowane. W przeciwnym wypadku trudniej było imperium kolonialnemu znaleźć odpowiednią bazę lokalną dla wprowadzenia tego systemu.
Popularyzatorem rządów pośrednich był Frederick Lugard - gubernator generalny Nigerii w latach 1914–1919 i autor Dual Mandate in British Tropical Africa.  
System ten był także stosowany, choć z mniejszym natężeniem, przez inne europejskie potęgi kolonialne.